# Rachid Nougmanov
Rachid Moussaïevitch Nougmanov (ou Rashid Nugmanov ; en cyrillique Рашид Мусаевич Нугманов), est un cinéaste et dissident politique kazakh, né le 19 mars 1954 à Almaty (anciennement Alma-Ata), alors en Union soviétique.
Il a notamment réalisé Igla (1989), avec comme acteurs principaux Viktor Tsoi et Piotr Mamonov, ainsi que L'Orient sauvage (1993).
Il fait partie des réalisateurs de la Nouvelle Vague du cinéma kazakh.

## Filmographie
- 1977 : Zgga (court métrage)
- 1986 : Yahha (Йя-Хха) (court métrage)
- 1987 : Iskusstvo byt smirnym (Искусство быть смирным) (court métrage)
- 1989 : Igla (Игла)
- 1993 : L'Orient sauvage (Дикий восток, Dikiy Vostok)
- 2010 : Igla Remix (Игла Remix)